# Лондон 2018 (шаховий турнір)
Ло́ндон 2018 ( 2018 GCT Finals In London) — шаховий турнір, що проходив з 11 по 17 грудня 2019 року в Лондоні. Це був фінальний турнір серії Grand Chess Tour 2018 року.
За підсумками чотирьох проведених етапів серії Grand Chess Tour 2018 року у фінальний турнір потрапили четверо шахістів: Фабіано Каруана, Максим Ваш'є-Лаграв, Хікару Накамура та Левон Аронян.
Переможцем турніру та загалом серії Grand Chess Tour 2018 року став Хікару Накамура.

## Регламент
Турнір проводився за нокаут-системою, переможці півфінальних пар зустрілися у фіналі, переможені у матчі за 3-тє місце.
Кожен матч складався з 2-х партій із класичним контролем часу, 2-х швидких та 4-х блискавичних партій. За перемогу у класичній партії нараховується 6 очок, на нічию 3, у швидких — 4 та 2, у бліці — 2 та 1 очко. За поразку в усіх партіях не нараховуються очки. У випадку нічийного результату граються дві швидкі партії з контролем часу 10 хвилин + 5 секунд на хід, а при необхідності Армагеддон — 5 хвилин у білих проти 4 у чорних без додавання часу, нічия на користь чорних.
Контроль часу: класика — 100 хвилин на 40 ходів та 60 хвилин до кінця партії з додаванням 30 секунд на хід починаючи з 1-го, рапід — 25 хвилин + 10 секунд на хід, бліц — 5 хвилин + 3 секунди на хід.

### Учасники турніру
| - Фабіано Каруана ( США, 2832) — 2 - Максим Ваш'є-Лаграв ( Франція, 2781) — 6 - Левон Аронян ( Вірменія, 2765) — 10 - Хікару Накамура ( США, 2746) — 16 |

жирним  — місце в рейтингу станом на грудень 2018 року.

## Результати

### Півфінал
Півфінал, 11-13 грудня 2018 року
| Шахіст              | Рейтинг | К1 | К2 | Р1 | Р2 | Б1 | Б2 | Б3 | Б4 | Всього |
| ------------------- | ------- | -- | -- | -- | -- | -- | -- | -- | -- | ------ |
| Фабіано Каруана     | 2832    | 3  | 3  | 2  | 0  | 2  | 0  | 0  | 0  | 10     |
| Хікару Накамура     | 2746    | 3  | 3  | 2  | 4  | 0  | 2  | 2  | 2  | 18     |
|                     |         |    |    |    |    |    |    |    |    |        |
| Максим Ваш'є-Лаграв | 2781    | 3  | 3  | 2  | 4  | 2  | 2  | 0  | 2  | 18     |
| Левон Аронян        | 2765    | 3  | 3  | 2  | 0  | 0  | 0  | 2  | 0  | 10     |

### Матч за 3-тє місце
Матч за 3-тє місце, 15—17 грудня 2018 року
| Шахіст          | Рейтинг | К1 | К2 | Р1 | Р2 | Б1 | Б2 | Б3 | Б4 | Всього |
| --------------- | ------- | -- | -- | -- | -- | -- | -- | -- | -- | ------ |
| Фабіано Каруана | 2832    | 3  | 3  | 2  | 4  | 0  | 0  | 2  | 2  | 16     |
| Левон Аронян    | 2765    | 3  | 3  | 2  | 0  | 2  | 2  | 0  | 0  | 12     |

### Фінал
Фінал, 15—17 грудня 2018 року
| Шахіст              | Рейтинг | К1 | К2 | Р1 | Р2 | Б1 | Б2 | Б3 | Б4 | Всього |
| ------------------- | ------- | -- | -- | -- | -- | -- | -- | -- | -- | ------ |
| Хікару Накамура     | 2746    | 3  | 3  | 2  | 2  | 1  | 1  | 1  | 2  | 15     |
| Максим Ваш'є-Лаграв | 2781    | 3  | 3  | 2  | 2  | 1  | 1  | 1  | 0  | 13     |